# Dżwari (miasto)
Dżwari – miasto w Gruzji, w regionie Megrelia-Górna Swanetia. W 2014 roku liczyło 763 mieszkańców.